# Nahum Fernández
Nahum Jephte Fernández Molina (Caracas, 27 de noviembre de 1979) es un político venezolano, actual Jefe de Gobierno del Distrito Capital, designado el 28 de enero de 2021 por Nicolás Maduro. Es dirigente del Partido Socialista Unido de Venezuela.

## Biografía
Fernández ingresó al Movimiento V República en 1997 con la edad de 17 años, desempeñándose como coordinador juvenil de dicho partido en la parroquia Caricuao. Entre los años 2002-2003 fue organizador de los Círculos Bolivarianos y Coordinador de la Misión Sucre en Caracas.
En las elecciones de 2005 fue candidato al Concejo Municipal de Libertador por el circuito de Caricuao y La Vega.En 2008 pasó a ser parte de la Dirección Regional del Partido Socialista Unido de Venezuela.
En las elecciones de 2008 resultó electo como concejal suplente del Cabildo Metropolitano de Caracas, elecciones que fueron ganadas por la oposición.
Posteriormente es electo concejal del Municipio Libertador de Caracas por el circuito 7, órgano del cual pasa a ser presidente el 5 de junio de 2014 tras el asesinato de Eliécer Otaiza, quien se venía desempeñando en el cargo. Sería ratificado consecutivamente hasta el año 2021, siendo una de las personas que más tiempo ha ocupado la presidencia del órgano colegiado capitalino.
Fue objeto de controversia en el año 2016, en medio del período de escasez generalizada que incluía a los productos de alimentación básica, al decir que se debía acabar con lo que consideraba era una «una sociedad despilfarradora», y dijo que el pueblo debía ser «consciente y ahorrar en nutrición».
El 28 de enero de 2021 es designado por Nicolás Maduro como nuevo jefe de gobierno de Caracas, en reemplazo de Jacqueline Faría.